# Organovaite-Zn
La organovaite-Zn è un minerale.